# Orthoclas
Orthoclas (công thức hóa học là KAlSi3O8) là một khoáng vật thuộc nhóm silicat, là thành phần chính của đá mácma. Tên của khoáng vật bắt nguồn từ tiếng Hy Lạp có nghĩa là "vết vỡ thẳng", do hai mặt cát khai của nó vuông góc với nhau. Orthocla còn có tên gọi khác là fenspat kali. Đá Mặt Trăng được cấu tạo bởi phần lớn là orthocla.

## Tính chất vật lý
Tinh thể orthocla thuộc hệ tinh thể một nghiêng, có độ cứng theo thang độ cứng Mohs là 6, tỷ trọng 2,56-2,58, ánh thủy tinh. Nó có thể có màu trắng, xám, vàng, hồng, hoặc đỏ; hiếm hơn là màu lục. Các tinh thể dạng song tinh thường khá phổ biến.

## Thành tạo và phụ nhóm
Orthocla là thành phần chính trong hầu hết các đá granit vá các đá mácma thành phần axít khác, và thường kết tinh thành tinh thể lớn, dạng khối trong pegmatit.
Đặc biệt orthocla kali khoáng vật cuối cùng trong quá trình thay thế của anbit (NaAlSi3O8). Trong quá trình nguội dần bên trong lòng đất, các phiến anbit giàu natri được tạo thành bởi sự quá bão hòa, làm orthocla còn lại rất giàu natri. Kết quả tạo ra hai loại fenspat được gọi là perthit.
Orthocla đa hình ở nhiệt độ cao hơn là sanidin. Sanidin có phổ biến trong các đá núi lửa nguội lạnh nhanh như đá vỏ chai và các đá thủy tinh thành phần axít, và cũng được tìm thấy trong đá trachyt ở dãy núi Drachenfels, Đức.
Dạng da hình khác của orthocla ở nhiệt độ thấp hơn là microclin.
Adularia (xuất phát từ Adular) được tìm thấy trong các tích tụ nhiệt dịch nhiệt độ thấp được tìm thấy ở Adula Alps, Thụy Sĩ. Hiệu ứng quang học của adularescence dạng đá mặt trăng là đặc biệt do adularia.
Tinh thể orthoclas đơn lẻ lớn nhất được tìm thấy ở núi Ural, Nga. Nó có kích thước ~10×10×0,4 m và cân nặng ~100 tấn.

## Sử dụng
Cùng với fenspat natri là vật liệu phổ biến trong ngành thủy tinh, gốm sứ, và là thành phần của bột tẩy rửa.

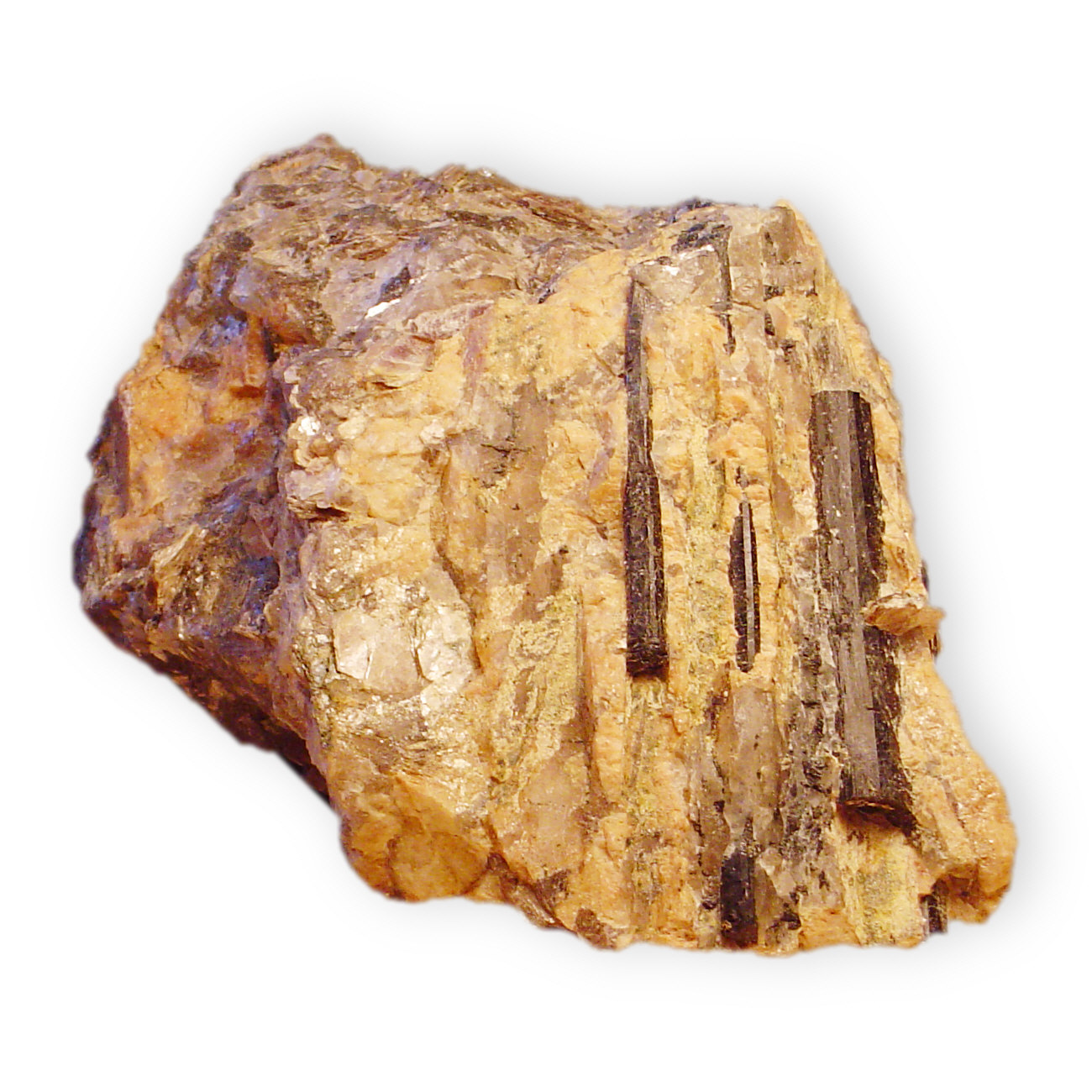
Orthocla

Một số orthocla và anbit có ánh nhạt trông đẹp mắt được gọi là đá Mặt Trăng và được dùng làm đồ trang sức. Hầu hết đá Mặt Trăng có màu trắng hoặc không màu, thậm chí có màu xám và màu quả đào. Trong đá quý học, ánh của chúng được gọi là ánh xanh sữa và là ánh đặc trưng của gốm hay trắng bạc. Nó là đá quý biểu trưng của bang Florida.
Thuật ngữ trong đá quý thường gọi đá Mặt Trăng cầu vồng là loại labradorit không màu và có thể phân biệt với đá Mặt Trăng "thật" bởi độ trong suốt và màu sắc, mặc dù giá trị của chúng không khác nhau nhiều.